# Lipowiec Kościelny (village)
Pour les articles homonymes, voir Lipowiec Kościelny.
Lipowiec Kościelny (prononciation : [liˈpɔvjɛt͡s kɔɕˈt͡ɕɛlnɨ]) est un village polonais de la gmina de Dzierzgowo dans le powiat de Mława de la voïvodie de Mazovie dans le centre-est de la Pologne.
Le village est le siège administratif (chef-lieu) de la gmina appelée gmina de Lipowiec Kościelny.
Il se situe à environ 13 kilomètres à l'ouest de Mława (siège du powiat) et à 113 kilomètres au nord-ouest de Varsovie (capitale de la Pologne).
Le village compte approximativement une population de 870 habitants en 2006.

## Histoire
De 1975 à 1998, le village appartenait administrativement à la voïvodie de Ciechanów.